# Národní síť Místních akčních skupin České republiky
Národní síť Místních akčních skupin České republiky, z. s. (NS MAS) je spolek, který sdružuje místní akční skupiny, právnické osoby – místní společenství složené ze subjektů, které zastupují místní socioekonomické zájmy – veřejné i soukromé (tvoří ji skupiny občanů, neziskové organizace, soukromí podnikatelé, obce, svazky obcí apod.), pracující formou komunitně vedeného místního rozvoje – metody LEADER ve prospěch venkova na území České republiky. K 1. 1. 2025 bylo členem 176 z celkového počtu 180 MAS.

## Hlavní poslání NS MAS
- sdružování místních akčních skupin (MAS)
- rozvoj spolupráce s dalšími aktéry, kteří působí ve prospěch venkova
- hájení společných zájmů členských MAS vzhledem k státu, prosazování jednoduchých pravidel pro MAS ze strany státu, vytváření podmínek pro rozšiřování vlivu a úlohy MAS při administrování dotací z fondů pro rozvoj venkova
- reprezentace a zastupování členských MAS na národní a mezinárodní úrovni
- propagace a popularizace MAS
- podíl na pořádání národních a mezinárodních konferencí, výstav, exkurzí, společenských akcí podporujících udržitelnost a fungování venkova[1]

## Organizační struktura
Nejvyšším orgánem NS MAS je Valná hromada NS MAS, mezi valnými hromadami řídí činnost spolku Výbor NS MAS, činnost kontroluje Kontrolní komise. V jednotlivých krajích mohou vznikat Krajská sdružení MAS. V rámci NS MAS jsou vytvářeny též Pracovní skupiny, které mají poradní a expertní roli. 